# NHKえいごであそぼ 100曲ベスト 1995-2007
『NHKえいごであそぼ 100曲ベスト 1995-2007』（エヌエイチケーえいごであそぼ ひゃっきょくベスト せんきゅうひゃくきゅうじゅうごからにせんなな）は、エイベックス・マーケティングから発売された、CD4枚組の英語の楽曲のコンピレーション・アルバム。2008年1月23日に発売された。

## 概要
- NHK教育テレビの子供向け英語番組『えいごであそぼ』で、1995年度から2007年度までの、過去13年間に放送された英語の楽曲を、マザーグースや童謡から番組のオリジナル楽曲まで、CD各1枚につき25曲ずつ、合計4枚組で全100曲を厳選して収録した、コンピレーション・ベスト・アルバム。

## 収録曲

### Disc 1「BINGO」
- 規格商品番号は、IOCD-20232。
- CD、歌詞カード（ブックレット）の色は、赤。
- 1.Are You Sleeping?（ねむっているの?）
  - 歌：羽生未来
- 2.A Sailor When To Sea（ふなのりが うみへ いったよ）
  - 歌：ケボ、モッチ
- 3.Bingo（ビンゴ）
  - 歌：ケボ、モッチ、ASIJ Kids
- 4.Come,Birds（カム バーズ）
  - 歌：クリステル・チアリ、ASIJ Kids
- 5.Cock-A-Doodle-Doo!（コケコッコー!）
  - 歌：クリステル・チアリ、ASIJ Kids
- 6.Did You Ever See A Lassie?（おんなのこを みかけなかった?）
  - 歌：フローレンス・ミノワ、ASIJ Kids
- 7.Dance,Thumbkin,Dance（おどって おやゆびさん、おどって）
  - 歌：クリステル・チアリ
- 8.Eensy Weensy Spider（ちびっこ クモさん）
  - 歌：羽生未来、ASIJ Kids
- 9.Head,Shoulders,Knees And Toes（あたまと かたと ひざと つまさき）
  - 歌：羽生未来、ASIJ Kids
- 10.Hickory,Dickory,Dock（ヒッコリー ディッコリー ドック）
  - 歌：クリステル・チアリ、ASIJ Kids
- 11.Hot Cross Buns（ほっかほかの クロス・パン）
  - 歌：ジェリー伊藤、ASIJ Kids
- 12.How Do You Do?（おげんきですか?）
  - 歌：エミ、ジーノ、ASIJ Kids
- 13.Humpty Dumpty（ハンプティ・ダンプティ）
  - 歌：クリステル・チアリ、戸田ダリオ
- 14.Hokey Pokey（ホウキー ポウキー）
  - 歌：羽生未来
- 15.I Am A Music Man（アイ アム ア ミュージック マン）
  - 歌：ウォルター・ロバーツ、チアポップス
- 16.If You're Happy And You Know It（しあわせだと かんじているなら）
  - 歌：クリステル・チアリ、ASIJ Kids
- 17.I've Been Working On The Railroad（わたしゃ てつどうで はたらいてきたのさ）
  - 歌：クリステル・チアリ、戸田ダリオ
- 18.John Brown's Baby（ジョン・ブラウンのあかちゃん）
  - 歌：羽生未来、ASIJ Kids
- 19.Kookaburra（クーカバラ）
  - 歌：羽生未来、ASIJ Kids
- 20.Lavender's Blue（ラベンダーは あお）
  - 歌：ブライアン・ペック
- 21.Let Us Sing Together（レット アス シング トゥギャザー）
  - 歌：ウォルター・ロバーツ、ASIJ Kids
- 22.London Bridge（ロンドン ブリッジ）
  - 歌：クリステル・チアリ、ASIJ Kids
- 23.Mary Had A Little Lamb（メリーさんの ヒツジ）
  - 歌：クリステル・チアリ、ASIJ Kids
- 24.Old MacDonald Had A Farm（マクドナルドじいさんが のうじょうを もっていた）
  - 歌：ジェリー伊藤、羽生未来、ASIJ Kids
- 25.One Elephant Went Out To Play（1とうの ゾウが あそびに でかけて）
  - 歌：ジェリー伊藤

### Disc 2「SEVEN STEPS」
- 規格商品番号は、IOCD-20233。
- CD、歌詞カード（ブックレット）の色は、黄色。
- 1.Pat-A-Cake（ケーキを こねて）
  - 歌：羽生未来
- 2.Punchinello（パンチネッロ）
  - 歌：羽生未来、ASIJ Kids
- 3.Row,Row,Row Your Boat（ボートを こいで）
  - 歌：ジェリー伊藤、羽生未来
- 4.Rock-A-Bye,Baby（あかちゃん おねんね）
  - 歌：戸田ダリオ
- 5.Seven Steps（セブン ステップス）
  - 歌：ケボ、モッチ、ASIJ Kids
- 6.She'll Be Comin' Round The Mountain（あのこは やまこえ やってくる）
  - 歌：クリステル・チアリ、ASIJ Kids
- 7.Sing A Song Of Sixpence（6ペンスの うたを うたって）
  - 歌：羽生未来
- 8.Six Little Ducks（6わの ちいさな アヒル）
  - 歌：クリステル・チアリ、ASIJ Kids
- 9.Skinnamarink（スキナマリンク）
  - 歌：羽生未来、フローレンス・ミノワ
- 10.Sunday,Monday,Tuesday（にちよう げつよう かよう）
  - 歌：クリステル・チアリ、ASIJ Kids
- 11.The Animals Wake Up（どうぶつたちが めざめたよ）
  - 歌：羽生未来
- 12.The Bear（クマさん）
  - 歌：クリステル・チアリ
- 13.The Big Ship Sails（ビッグ シップ セイルズ）
  - 歌：エリック・ジェイコブセン、ASIJ Kids
- 14.The Bus（バス）
  - 歌：ケボ、モッチ
- 15.The Farmer In The Dell（たにまの おひゃくしょうさん）
  - 歌：チアポップス
- 16.The Muffin Man（マフィン・マン）
  - 歌：羽生未来、ジェリー伊藤
- 17.The Queen Of Hearts（ハートの クイーン）
  - 歌：羽生未来
- 18.There's A Little Wheel A-Turnin'（こころの なかで ちいさな しゃりんが まわってる）
  - 歌：フローレンス・ミノワ
- 19.This Old Man（この おじいちゃん）
  - 歌：羽生未来、ASIJ Kids
- 20.Teddy Bear（テディ・ベア）
  - 歌：フローレンス・ミノワ、羽生未来
- 21.Ten Fat Sausages（10ぽんの ぷっくりソーセージ）
  - 歌：クリステル・チアリ、ASIJ Kids
- 22.Three Little Kittens（3びきの こネコ）
  - 歌：羽生未来
- 23.Turkey In The Straw（わらの なかの シチメンチョウ）
  - 歌：羽生未来
- 24.Under The Spreading Chestnut Tree（おおきな くりの きの したで）
  - 歌：アンジェラ・ピーチー、チアポップス
- 25.Yankee Doodle（ヤンキー ドゥードゥル）
  - 歌：羽生未来、ASIJ Kids

### Disc 3「HELLO」
- 規格商品番号は、IOCD-20234。
- CD、歌詞カード（ブックレット）の色は、緑。
- 1.Animal's Hello（どうぶつさんの こんにちは）
  - 歌：戸田ダリオ、エミ
- 2.Big And Small（おおきい と ちいさい）
  - 歌：ブライアン・ペック、アマカペ
- 3.Bodies And Faces（からだ と かお）
  - 歌：クリステル・チアリ、戸田ダリオ、ASIJ Kids、ブライアン・ベック
- 4.Breakfast,Lunch And Dinner（あさごはんと ひるごはんと ゆうごはん）
  - 歌：ブライアン・ペック、チアポップス、アマカペ
- 5.Colors Colors（いろ いろ）
  - 歌：レスリー、アマカペ
- 6.Daddy Comes Home（パパが かえってくる）
  - 歌：エミ、ジーノ、アマカペ
- 7.Football Fever（サッカー さいこう）
  - 歌：Rene Duignan
- 8.Flowers（はな）
  - 歌：羽生未来、チアポップス、ブライアン・ペック
- 9.Grandma And Grandpa（おばあちゃん と おじいちゃん）
  - 歌：レスリー、アマカペ
- 10.Good Morning,Good Evening,Good Night（おはよう こんばんは おやすみなさい）
  - 歌：ルミコ・バーンズ、ASIJ Kids、ブライアン・ペック
- 11.Hello（こんにちは）
  - 歌：ケボ、モッチ、アマカペ
- 12.Hello,Goodbye（こんにちは さようなら）
  - 歌：アマカペ
- 13.Hot And Cold（あつい と さむい）
  - 歌：ブライアン・ベック、アマカペ
- 14.How Are You Today?（げんき?）
  - 歌：ショーン・ニコルス、アマカペ
- 15.In And Out（なか と そと）
  - 歌：クリステル・チアリ、アマカペ
- 16.Let's Dance（ダンスしよう）
  - 歌：レスリー、アマカペ
- 17.Let's Go Shopping（ショッピングに いこう）
  - 歌：クリステル・チアリ、戸田ダリオ、ASIJ Kids
- 18.Look For ABC（ABCを さがして）
  - 歌：ルミコ・バーンズ、アマカペ
- 19.Merry,Merry Christmas（メリー メリー クリスマス）
  - 歌：ケボ、モッチ、レスリー、アマカペ
- 20.Musical Months（12かげつのうた）
  - 歌：井上藍香、アマカペ
- 21.Musical Chairs（ミュージカル チェアズ）
  - 歌：戸田ダリオ、アマカペ、チアポップス
- 22.Naturally（ナチュラリー）
  - 歌：レスリー、アマカペ
- 23.Open And Close（あける と しめる）
  - 歌：ブライアン・ペック、アマカペ
- 24.Paper And Pencils（かみ と えんぴつ）
  - 歌：ジーノ、アマカペ
- 25.Push And Pull（おす と ひく）
  - 歌：戸田ダリオ、アマカペ

### Disc 4「SMILE」
- 規格商品番号は、IOCD-20235。
- CD、歌詞カード（ブックレット）の色は、青。
- 1.Red Red Blues（レッド レッド ブルース）
  - 歌：ブライアン・ペック、アマカペ
- 2.Rock,Paper,Scissors,Go!（じゃんけん、ぽん!）
  - 歌：クリステル・チアリ、戸田ダリオ、ASIJ Kids
- 3.Running,Running,Running（はしって!はしって!はしって!）
  - 歌：ライアン・ドリース、ASIJ Kids、ブライアン・ペック
- 4.Scary Scary（こわい こわい）
  - 歌：ウォルター・ロバーツ、アマカペ
- 5.Snack Time（おやつの じかん）
  - 歌：レスリー、アマカペ
- 6.Stars In The Sky（よぞらの ほし）
  - 歌：アイビー、アマカペ
- 7.Sunny Sun,Rainy Rain（サニー サン、レイニー レイン）
  - 歌：ライアン・ドリース、アマカペ
- 8.The Eating Song（イーティング ソング）
  - 歌：クリステル・チアリ、ブライアン・ペック
- 9.The Feeling Of Spring（はるの きぶん）
  - 歌：アンジェラ・ピーチー、アマカペ
- 10.This Is Fun!（たのしいな!）
  - 歌：ショーン・ニコルス、アイビー、JACKIE
- 11.Up And Down（うえへ したへ）
  - 歌：ブライアン・ペック、チアポップス
- 12.What's Your Name?（あなたの なまえは?）
  - 歌：レスリー
- 13.What Do You Like?（なにが すき?）
  - 歌：クリステル・チアリ、ASIJ Kids、ブライアン・ペック
- 14.You And Me（あなた と わたし）
  - 歌：レスリー、アマカペ
- 15.Y-U-M-M-Y（おいしいな）
  - 歌：ケボ、モッチ、レスリー、アマカペ
- 16.Chitty Chitty Bang Bang（チキチキバンバン）
  - 歌：ラップトーンズ
- 17.Do You Hear What I Hear?（わたしの きこえる ものが きこえる?）
  - 歌：ブライアン・ペック、ASIJ Kids
- 18.Edelweiss（エーデルワイス）
  - 歌：ジェリー伊藤、羽生未来
- 19.Please Mr.Postman（プリーズ ミスター・ポストマン）
  - 歌：アイビー、アマカペ
- 20.Smile（わらって）
  - 歌：ジェリー伊藤、羽生未来
- 21.Take Me Out To The Ball Game（やきゅうの しあいに つれていって）
  - 歌：ケボ、モッチ、レスリー、アマカペ
- 22.That's What Friends Are For（ともだちは その ために いるの）
  - 歌：羽生未来、ASIJ Kids、ジェフ・マニング
- 23.The Lion Sleeps Tonight（ライオンは ねている）
  - 歌：ブライアン・ペック、アマカペ
- 24.Tomorrow（あした）
  - 歌：羽生未来
- 25.You've Got A Friend（きみには ともだちが いるよ）
  - 歌：羽生未来